# Chelidonura varians
Chelidonura varians is een slakkensoort uit de familie van de Aglajidae. De wetenschappelijke naam van de soort werd in 1903 voor het eerst geldig gepubliceerd door Charles Eliot.

## Beschrijving
Deze soort heeft een maximale grootte van 70 mm. De achtergrondkleur is diep zwart. De rand van de parapoden en het lichaam zijn gemarkeerd met een dunne felblauwe lijn. De twee vrij lange "staarten" aan het uiteinde van het dier zijn kenmerkend voor het geslacht Chelidonura, de linker is altijd langer. Ze hebben ook goed ontwikkelde sensorische trilhaartjes aan de voorste rand van de hamervormige kop die worden gebruikt om de prooien te vinden. C. varians voedt zich met platwormen en wordt om die reden in aquaria gebruikt om kleine invasies van platwormen uit te roeien.

## Verspreiding
Chelidonura varians is wijdverbreid in de tropische wateren van de west-Indopacifische regio, waar het leeft op rifgebieden in lagunes met ondiep water met een zanderige of modderige bodem tot 30 meter diepte.